# 特洛伊 (緬因州)
特洛伊（英語：Troy）是一個位於美國緬因州瓦多縣的鎮。

## 人口
根據2020年美國人口普查的數據，特洛伊的面積為93.03平方千米，當中陸地面積為90.44平方千米，而水域面積為2.59平方千米。當地共有人口1018人，而人口密度為每平方千米11人。